# Abibo di Gamaliele
Abibo (fl. I secolo) è stato un santo ebreo antico.
Abibo, o Habib, Abibas, Abibabel, Abibone fu un santo e uno tra i primi cristiani.
Secondo la tradizione, egli fu il secondo figlio dell'esponente del Sinedrio Gamaliele e compagno di san Paolo. Si convertì assieme al padre al cristianesimo e venne battezzato dagli apostoli. Il fratello maggiore e la madre invece, non abbracciando la nuova religione, andarono a vivere per conto proprio in una proprietà della madre.

## Le reliquie e la sepoltura

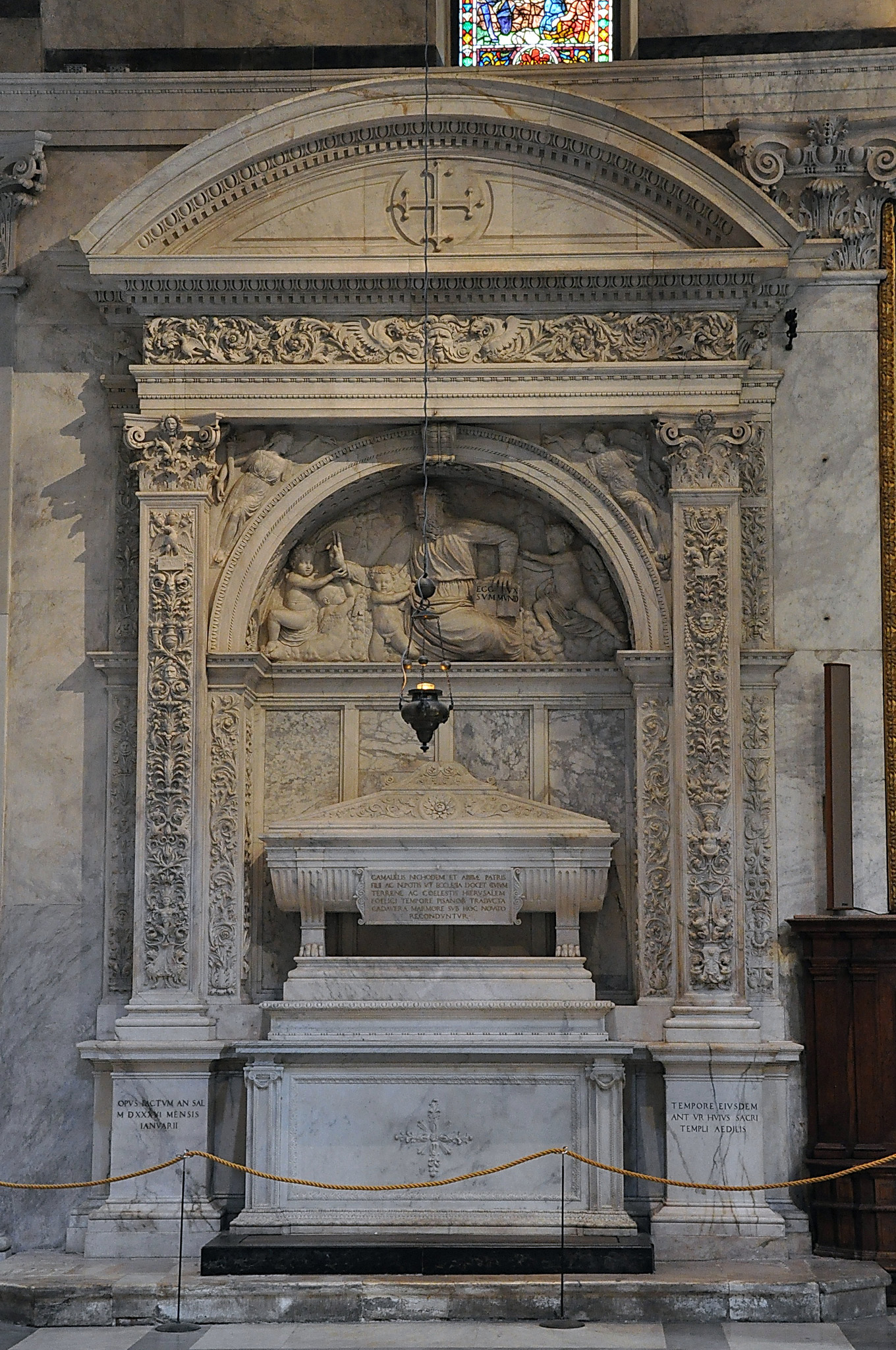
Tomba dei tre santi nel Duomo di Pisa

Secondo il racconto di Luciano, un sacerdote di Kefar-Gamla, questi ebbe in sogno Gamaliele tre volte, il 3, il 10 e il 17 dicembre 415. Il Santo lo invitava a recuperare i resti di Santo Stefano protomartire e dar loro giusta sepoltura. Il corpo di Santo Stefano, infatti, dopo il martirio era stato gettato tra i rifiuti, ma poi recuperato dallo stesso Gamaliele e posto in un sepolcro, dove successivamente vennero sepolti anche Nicodemo, Gamaliele stesso e suo figlio Abibo. Contemporaneamente Gamaliele apparve in sogno anche al monaco Megezio rivelandogli il luogo preciso del sepolcro.
Luciano avvisò il vescovo Giovanni e, infine, il sarcofago, coi nomi ebraici dei quattro santi incisi in greco, fu ritrovato.
Anni dopo, durante le crociate, i resti di Gamaliele, Abibo e Nicodemo furono portati a Pisa ed ebbero degna sepoltura in Duomo.
Dopo l'incendio del 1595 si provvedette a realizzare un nuovo sepolcro, che attualmente si trova nella navata destra della cattedrale di Pisa, a fianco del transetto.
Nel volume "BET GEMAL" di Andrzej Strus si racconta il rinvenimento delle prime dimore dei santi Stefano, Gamaliele, Nicodemo e Abibo, in Terra santa.
Nei Musei Vaticani sono conservate otto tavole di Bernardo Daddi chiamate "Storie di Santo Stefano", una delle quali raffigura il "Ritrovamento dei corpi dei Santi Luciano, Abibo, Nicodemo e Stefano".